# 秋山健太郎
秋山 健太郎（あきやま けんたろう）は、日本の男性アニメーション美術監督である。
小林プロダクションを経て、2008年6月アニメーション美術・背景制作会社「studio Pablo」を設立、代表を務める。

## 作品

### 美術監督作品
- 2004年 - 『冒険王ビィト』（52話）
- 2004年 - 『リングにかけろ』（2話）
- 2005年 - 『冒険王ビィト エクセリオン』（17.21.25話）
- 2005年 - 『ガイキング LEGEND OF DAIKU-MARYU』（27.32話）
- 2006年 - 『祝!(ハピ☆ラキ)ビックリマン』（28話）
- 2007年 - 『Dr.マシリト アバレちゃん』
- 2007年 - 『金田一少年の事件簿スペシャル オペラ座館・最後の殺人』（クレジット上は「美術」）
- 2008年 - 『聖闘士星矢　冥王ハーデスエリシオン編』（クレジット上は「美術デザイン」）
- 2011年 - 『輪るピングドラム』（中村千恵子と共同）
- 2012年 - 『聖闘士星矢Ω』（1話-51話。クレジット上は「美術デザイン」）
- 2012年 - 『虹色ほたる 〜永遠の夏休み〜』（クレジット上は「美術」・田村せいきと共同）
- 2013年 - 『惡の華』
- 2013年 - 『暗殺教室 (OVA版)』
- 2014年 - 『パロルのみらい島』
- 2014年 - 『selector infected WIXOSS』
- 2017年 - 『劇場版 はいからさんが通る』（背景デザインも兼任）
- 2018年 - 『映画ドラえもん のび太の宝島』（美術設定も兼任・河合伸治と共同）
- 2018年 - 『少女☆歌劇 レヴュースタァライト』
- 2020年 - 『映画ドラえもん のび太の新恐竜』（美術設定も兼任・井上一宏と共同）
- 2021年 - 『2.43 清陰高校男子バレー部』
- 2024年 - 『映画ドラえもん のび太の地球交響楽』（藤野真里と共同）
- 2025年 - 『不思議の国でアリスと -Dive in Wonderland-』[1][2]

### 背景・美術・その他参加作品
- 1997年 - 『剣風伝奇ベルセルク』
- 1998年 - 『魔術士オーフェン』
- 1998年 - 『ああっ女神さまっ 小っちゃいって事は便利だねっ』
- 1999年 - 『ToHeart』
- 2000年 - 『グラビテーション』
- 2000年 - 『ピチューとピカチュウ』
- 2000年 - 『ぼくたちピチューブラザーズ・風船騒動の巻』
- 2001年 - 『こみっくパーティー』
- 2001年 - 『フィギュア17 つばさ&ヒカル』
- 2004年 - 『おジャ魔女どれみナ・イ・ショ』
- 2008年 - 『劇場版 ゲゲゲの鬼太郎 日本爆裂!!』
- 2011年 - 『手塚治虫のブッダ -赤い砂漠よ!美しく-』（美術ボード協力）
- 2012年 - 『戦国コレクション』
- 2013年 - 『ヘタリア The Beautiful World』
- 2014年 - 『日本アニメ（ーター）見本市』（美術監修）
- 2015年 - 『サザエさん』（オープニング美術）
- 2015年 - 『おそ松さん』（美術設定）
- 2017年 - 『打ち上げ花火、下から見るか? 横から見るか?』（美術原案）
- 2024年 - 『先輩はおとこのこ』（美術設定）
- 2025年 - 『映画 先輩はおとこのこ あめのち晴れ』（美術設定[3]）